# Glogovnica
A Glogovnica egy folyó Horvátország északnyugati részén, a Csázma mellékvize.
A Glogovnica a Kemléki-hegység délkeleti részén, Apatovec falu közelében ered, és dél felé folyik, a névadó Donja Glogovnica és Gornja Glogovnica falvaktól keletre elhaladva, majd Kőrös városától kissé délnyugat felé fordulva. Ezután Gradec közelében halad el, ahol az ember alkotta vízelvezető csatornák sorává válik, majd felveszi jobb oldali mellékfolyóját, a Črnecet. Ezután délkeletre fordul és Csázma városától nyugatra áramlik a Csázmába.

## Fordítás
Ez a szócikk részben vagy egészben  a   Glogovnica című horvát Wikipédia-szócikk ezen változatának fordításán alapul.  Az eredeti cikk szerkesztőit annak laptörténete sorolja fel. Ez a jelzés csupán a megfogalmazás eredetét és a szerzői jogokat jelzi, nem szolgál a cikkben szereplő információk forrásmegjelöléseként.